# イラストリアス (空母・2代)
イラストリアス (HMS Illustrious, R06) は、イギリス海軍の軽空母。インヴィンシブル級の2番艦。ハリアー運用終了後はヘリコプター揚陸艦の任務を補佐するヘリ空母として運用されていた。

## 艦歴
1976年10月7日にスワン・ハンター社で起工し、1978年12月14日に進水した。建造途中でフォークランド紛争が発生し、参加に間に合わせるため急ピッチで建造が進められた。就役直前に戦争は終結したが、その後もアルゼンチン軍の攻撃に備えるため、防空網を再建中のフォークランド諸島近海での警備に「インヴィンシブル」が就いており、その任務を代替できる「イラストリアス」の存在は有益であった。しかし、「イラストリアス」の性能を十全に発揮するには早期に過ぎたため、防空網の確立と共にイギリスへ帰還、慣熟訓練を経て1983年3月20日に正式に就役した。
続く10年の間、各国を訪れたものの「イラストリアス」が活躍する機会はなかったが、その間にシーハリアーを効率的に運用するためのスキージャンプ勾配の変更（7度から12度へ）、シーダート艦対空ミサイルの撤去による飛行甲板の拡大（ハリアーGR.7の運用及び搭載機数の増加）、CIWSをファランクスからゴールキーパーへの変更などの近代化が行われた。
1990年代のボスニアにおける飛行禁止区域の設定ではインヴィンシブル級の他の2艦とローテーションを組んで監視活動に当たり、2000年にはシエラレオネに派遣されて治安の回復に当たった。
2001年、オマーン沖にて演習中アメリカ同時多発テロ事件が発生。僚艦がイギリスへ帰還する間もイギリス海兵隊の部隊を擁してアフガニスタンへの侵攻に備え続けた。2002年初頭にヘリコプター母艦「オーシャン」が増派されるまで、作戦が実行に移されることはなかった。
2003年中頃、軽空母任務とヘリ空母任務を効率よく切り替えるための近代化及びスキージャンプの改修に入り2004年に終了した。
2005年8月4日、「インヴィンシブル」の退役に伴いイギリス海軍の旗艦となった。
2006年のイスラエルによるレバノン侵攻では、ベイルートからのイギリス人の脱出を支援している。
2010年のイギリス軍におけるハリアーGR7／GR9運用終了に伴い、2014年の退役まではヘリ空母として運用されていた。
2014年8月28日、ポーツマス港で退役した。「イラストリアス」の任務は「オーシャン」とクイーン・エリザベス級航空母艦に引き継がれた。